# Сензор
Сензор (на английски: sensor) или датчик (на руски: датчик) е първичен преобразувател на физични или химични въздействия в удобен за използване електрически сигнал. Тези устройства представляват неизменна част от системите за автоматизирано управление и регулиране. Разликата при сензора спрямо измервателният уред, че сензорът сам по себе си няма зададени предварително фиксирани стойности на отчитаната величина. Сензорът обикновено е част от системата на много измервателни уреди, но той не работи самостоятелно. За да се възприеме информацията от него, първо е необходимо неговият сигнал да бъде усилен и разчетен в системата. Сензори са интегрирани в множество устройства, които използваме всеки ден, като например магнитният сензор в мобилни телефони, сензорът за движение др. Възможните им приложения са практически неограничени.
Чувствителността на сензора е индикатор за големината на промяната на изходния сигнал при дадена промяна на входната величина.
Биологичният еквивалент на сензора е рецепторът.

## Определение
Обобщаващият термин сензор (датчик) е свързан с развитието на системи за автоматично управление (САУ) като съставна част на обобщената логическа верига: датчик — устройство за управление — изпълнително устройство — обект на управление.
Специален случай е използването на датчици в автоматични системи за регистрация на параметри, например в системи за научни изследвания.
Съществуват две основни значения на термина:
1) чувствителен елемент, преобразуващ параметрите на средата в годен за техническо използване сигнал, обикновено електричен по природа, макар че може и да е друг, например — механичен сигнал;
2) завършено изделие въз основа на чувствителния елемент, което включва според потребностите: устройства за усилване на сигнала, линеаризация, калибровка, аналого-цифрово преобразуване и интерфейс за интеграция в системите за управление.
Тези две значения съответстват на практиката на използване на термина от производителите. В първия случай датчикът е неголямо, обикновено монолитно електронно устройство, например резистор, диод и т.н., което се използва в по-сложни електронни уреди. Във втория случай това е завършен функционален уред, който се свързва чрез някой от известните интерфейси към система за автоматично управление или регистрация. Например, фотодиодите от матрицата на цифровия фотоапарат и др.
Сензорите могат да бъдат различавани по големина, приложение, използвания преобразувателен метод или производствена технология. В зависимост от това как датчикът преобразува входящата величина, съществуват активни и пасивни сензори.

## Активни и пасивни сензори
Активните сензори преобразуват физичната величина директно в електричен сигнал. Тези сензори не се нуждаят от допълнитена електрична енергия. Тъй като функционират на електродинамична или пиезоелектрична основа, те измерват само промени на измерваната величина. Статични измервания не са възможни. Друга тяхна важна особеност е, че благодарение на физичния им принцип те могат да бъдат използвани реципрочно като изпълнителни устройства (актуатори).
Пасивните сензори съдържат най-вече електрични компоненти, чиито параметри се променят под влияние на измерваната величина, например фоторезистори. Чрез допълнителна електроника изменението бива преобразувано в електричен сигнал. Този вид сензори се използват както при динамични, така и при статични измервания.

## Видове сензори според измервателния принцип
- Резисторни сензори
- Контактни сензори
- Фотоелектронни сензори

- Магнитострикционни сензори
- Капацитивни сензори
- Оптоелектронни сензори
- Индуктивни сензори
- Йонизационни сензори
- Пиезоелектрични сензори
- Магнитни сензори
- Термични сензори
- Оптични сензори

- Ултразвукови сензори
- Лазерни сензори
- Химични сензори
- Биологични сензори